# Kanton Cassagnes-Bégonhès
Der Kanton Cassagnes-Bégonhès war bis 2015 ein französischer Wahlkreis im Département Aveyron und in der Region Midi-Pyrénées. Er umfasste sieben Gemeinden im Arrondissement Rodez; sein Hauptort (frz.: chef-lieu) war Cassagnes-Bégonhès. Die landesweiten Änderungen in der Zusammensetzung der Kantone brachten im März 2015 seine Auflösung.
Der Kanton Cassagnes-Bégonhès war 206,31 km2 groß und hatte 5774 Einwohner (Stand: 2012).

## Gemeinden
| Gemeinde                  | Einwohner (Stand: 2022) | Code postal | Code Insee |
| ------------------------- | ----------------------- | ----------- | ---------- |
| Arvieu                    | 765                     | 12120       | 12011      |
| Auriac-Lagast             | 229                     | 12120       | 12015      |
| Calmont                   | 2208                    | 12450       | 12043      |
| Cassagnes-Bégonhès        | 946                     | 12120       | 12057      |
| Comps-la-Grand-Ville      | 637                     | 12120       | 12073      |
| Sainte-Juliette-sur-Viaur | 634                     | 12120       | 12234      |
| Salmiech                  | 764                     | 12120       | 12255      |